# Jamie Burnett
Jamie Burnett, född 1975 i Glasgow, var en skotsk professionell snookerspelare. Han är mest känd för sin 148-serie i ett kval till UK Championship mot Leo Fernandez. Detta var det högsta breaket någonsin inom professionell snooker, och kunde uppnås med hjälp av free ball.
Hösten 2010 gick Burnett sensationellt till final i Shanghai Masters, där han föll mot Ali Carter. Burnett hade dessförinnan aldrig nått längre än kvartsfinal i en rankingturnering. Burnett var vid detta tillfälle på 37:e plats på världsrankingen.